# Hora de Aventura: Terras Distantes
Hora de Aventura: Terras Distantes é uma minissérie animada estadunidense baseada na série animada de televisão Hora de Aventura, criada por Pendleton Ward e exibida originalmente no Cartoon Network de 2010 até 2018. Terras distantes contém episódios especiais de televisão em streaming somando um total de quatro horas de duração, produzido pela Frederator Studios e Cartoon Network Studios. O primeiro especial de Terras Distantes foi lançado na HBO Max em 25 de junho de 2020, enquanto o restante dos especiais foram lançados em 19 de novembro de 2020, 20 de maio de 2021 e 2 de setembro de 2021.
A série antológica não segue uma ordem cronológica linear entre seus episódios e aborda as aventuras dos principais personagens e protagonistas da terra pós-apocalíptica de Ooo, trazendo episódios não apenas de Finn e Jake, como também BMO, Marceline e Bonnie (Princesa Jujuba). Como uma oportunidade de abordar conceitos e assuntos não aprofundados anteriormente em Hora de Aventura, Terras Distantes tem como seu foco trazer novos personagens e áreas inexploradas do universo da série animada.

## Produção

### Conceito
Cada episódio da série foca em um personagem ou um conjunto de personagens do universo de Hora de Aventura. O primeiro episódio, intitulado "BMO", traz as aventuras do personagem homônimo, um robô, em uma colônia espacial. Já no segundo episódio, "Obsidiana", o foco é a relação entre as personagens Marceline e Bonnie em uma aventura em um reino de vidro. No terceiro episódio, "Juntos Novamente", Finn e Jake se encontram durante a vida após a morte para enfrentar um novo líder do mundo dos mortos. No último episódio, é apresentado a vida do mordomo de Bonnie, Mordomo Menta, durante sua iniciação como feiticeiro em "Cidade dos Magos".

### Contexto
Em 29 de setembro de 2016, a Cartoon Network anunciou oficialmente que a série Hora de Aventura chegaria ao seu fim. A escrita do enredo para a série inicial terminou em meados de novembro de 2016, e o roteiro final do programa foi apresentado aos storyboarders em 28 de novembro. A gravação das vozes da série principal terminou em 31 de janeiro de 2017. Vários membros da equipe do programa foram então contratados para trabalhar em outras séries animadas da Cartoon Network, como Summer Camp Island, criado pela escritora de histórias de  Hora de Aventura, Julia Pott. O episódio final de Hora de Aventura, "Venha Comigo", foi ao ar em 3 de setembro de 2018, com uma recepção amplamente positiva.

### Desenvolvimento e elenco
Os especiais de Hora de Aventura: Terras Distantes, assim como a série original, foram uma coprodução entre a Frederator Studios e a Cartoon Network Studios, mas diferentemente das temporadas anteriores, os especiais estrearam na HBO Max, o serviço de vídeo sob demanda da WarnerMedia Entertainment. Os especiais de Terras Distantes têm origem durante a produção da décima temporada do programa. Com o sucesso de outros episódios especiais e minisséries dentro da série principal, como Estacas e Elementos, os roteiristas começaram a lançar uma série de histórias que poderiam ser contadas em formatos mais longos. Duas grandes ideias que surgiram nessa época foram histórias com foco no BMO no espaço e outra com foco no relacionamento de Marceline e Bonnie. A produção dessas histórias mais longas, entretanto, foi interrompida quando a série foi cancelada. Mais tarde, quando a HBO e o Cartoon Network começaram a reviver a série para o serviço de streaming HBO Max, os escritores de Hora de Aventura retornaram a trabalhar com as ideias antigas e, com o tempo, geraram os quatro especiais de Terras Distantes.
Muitos participantes do elenco da série original retornaram para os especiais, incluindo Jeremy Shada como Finn, o humano, John DiMaggio como Jake, o cão, Niki Yang como BMO, Hynden Walch como Princesa Jujuba (Bonnie), Olivia Olson como Marceline, a rainha dos vampiros, e Steve Little como Mordomo Menta. Novos personagens incluíram Glory Curda como Y5 e Simone Giertz como CGO; ambos já eram fãs de Hora de Aventura antes de entrarem no elenco. As vozes convidadas incluem os membros do elenco Maria Bamford, Ashly Burch e Ron Perlman, bem como Randall Park, Stephen Root, John Hodgman, David Bradley, Chris Fleming, Isabelle Fuhrman, Andy Daly, Ron Lynch, Tom Scharpling, Bill Hader, Julia Butters, Patti Harrison, Toks Olagundoye, Edi Patterson, Bex Taylor-Klaus, Dana Snyder, Duncan Trussell, SungWon Cho e Anthony Head .
O produtor executivo de longa data de Hora de Aventura, Adam Muto, voltou a supervisionar a produção dos especiais, com Jack Pendarvis, Anthony Burch, Jesse Moynihan, Christina Catucci, Charley Feldman e Kate Tsang servindo como parte da equipe de roteiristas. Os artistas de storyboard que trabalharam nesses especiais incluem (mas não estão limitados a): Ashlyn Anstee, Jim Campbell, Iggy Craig, Megan Fisher, Laura Knetzger, Hanna K. Nyström, Maya Petersen, Anna Syvertsson, Mickey Quinn e Serena Wu. Miki Brewster atuou como diretora supervisora dos especiais. De junho a setembro de 2019, Jenny Goldberg atuou brevemente como diretora de arte dos especiais, após o qual a diretora de arte da série original, Sandra Lee, atuou nessa função. Em 21 de abril de 2021, a HBO Max anunciou que a sequência de exibição de "Cidade dos Magos" e "Juntos Novamente" seria trocada, com o último indo ao ar antes do primeiro. Após este anúncio, Adam Muto explicou que, inicialmente, apenas três especiais foram encomendados, mas que "Cidade dos Magos" foi adicionado posteriormente e foi o último especial a ser feito.
Os créditos finais do especial final "Juntos Novamente" apresentam uma dedicatória a quatro membros falecidos do elenco e da equipe técnica do show: Polly Lou Livingston, Miguel Ferrer, Michel Lyman, e Maureen Mlynarczyk. Livingston e Ferrer forneceram as vozes originais de Dona Tromba e Morte, respectivamente. Lyman e Mlynarczyk, por outro lado, foram ambos  vencedores do Emmy por trabalhar na série original.

## Recepção

### Avaliações
Predefinição:TV ratings
| Críticas profissionais | Críticas profissionais |
| Pontuações agregadas   | Pontuações agregadas   |
| Fonte                  | Avaliação              |
| ---------------------- | ---------------------- |
| Metacritic             | 82/100                 |
| Avaliações da crítica  |                        |
| Fonte                  | Avaliação              |

#### "BMO"
A recepção ao "BMO" tem sido principalmente positiva. Rollin Bishop, da Comic Book, escreveu que a "maior força do especial é que BMO é o mais inocente e também o mais sujeito a desventuras" em comparação com os outros personagens de Adventure Time, o que tornou o especial em si "uma assistida redonda do início ao fim". Outros chamaram "BMO" de uma "mistura de lógica onírica, comédia e heroísmo surreal". Outros críticos elogiaram o programa por recapturar a magia do programa original, com Petrana Radulovic da Polygon argumentando que ele compartilhava o mesmo "sentimento melancólico" de sua série original. Outras críticas não foram tão positivas. Grace Z. Li do Vulture chamou o especial de "decepcionante", mesmo elogiando o desempenho do BMO. Dave Trumbore, do Collider, destacou o ritmo das críticas, escrevendo que o especial parecia apressado "quando se trata de ritmos de história e desenvolvimento de personagens".
Vários críticos comentaram sobre o comentário social do episódio. A dubladora de Y5, Glory Curda, argumentou que a história de Y5 tem muito contexto e representa a revelação da própria identidade, definindo-se com quaisquer termos que sejam confortáveis para uma pessoa. Alexander Sowa, da CBR, argumentou que Hugo é um futurista semelhante a Elon Musk ou Steve Jobs, cuja caracterização é "uma clara sátira das corporações e dos capitalistas modernos". Sowa também argumentou que contra Hugo - um capitalista e colono que "destrói o mundo ao seu redor" - Y5 pode ser visto como um lutador pela equidade que pressiona por uma nova forma de organização social que seja mais justa para os habitantes da Deriva . Joe Matar, do Den of Geek, observou temas semelhantes, dizendo que a história é sobre aqueles que vivem em Drift percebendo que "seu senhor capitalista tecnológico ao estilo Elon Musk [Hugo] está destruindo seu mundo", o que os força a se unirem e confiarem em um outro. Robert Lloyd, do Los Angeles Times, também observou que as alusões especiais ao comentário social no final, referindo-se à destruição da Terra, à natureza da gestão de recursos, à importância da cooperação e "à maneira como certos bilionários humanos olham para o espaço como uma cápsula de fuga."

#### "Obsidiana"
Escrevendo para o The AV Club, William Hughes deu a este episódio um A, chamando-o de "fan service no seu melhor" com "muitos dos adoráveis toques habituais de Hora de Aventura". Além disso, Rebecca Long também fez uma crítica positiva do episódio para Polygon. Ela escreve que o episódio dá aos fãs a "recompensa emocional e as respostas" que eles tanto ansiavam e que o especial usa o enredo para explorar o trauma de infância de Marceline, sua história romântica com Bonnie, como as duas estão interligadas e preenche lacunas sobre o passado de Marceline. Long também afirma que, embora o especial não seja "tão excêntrico" quanto BMO, é mais pesado em termos de peso emocional e enredo, e deixando claro que o "subtexto romântico" no programa original "sempre foi um texto direto". Ao mesmo tempo, ela afirma que nem todas as interações entre Jujuba e Marceline são amorosas, que o especial tem falhas devido a uma estrutura e narrativa convencionais, até mesmo com algumas "inconsistências no design de personagens da Princesa Jujuba", mas ainda é sincero e eficaz, completo com novas músicas, com Marceline e Bonnie tendo "um futuro compartilhado que parece real". O episódio foi indicado ao GLAAD Media Award, ocorrido em 2021, na categoria Outstanding Kids & Family Programming, elogiado por usar a trama para explorar o trauma de infância de Marceline, sua história romântica com Bonnie, como as duas estão interligadas e por dar a Marceline e à Princesa Jujuba um "futuro compartilhado que parece real".
Rosie Knight, do IGN, escreveu que o especial foi um "exemplo perfeito de por que [Hora de Aventura] causou um impacto tão grande". Knight afirma que o trunfo mais forte do especial era "quão acessível ele é para novos espectadores", visto que tanto os "fãs hardcore" quanto os novos espectadores que tinham pouco conhecimento dos personagens ainda poderiam se unir e "aproveitar esta brincadeira fantástica sobre o envelhecimento, apaixonar-se e estabelecer-se". Knight elogiou ainda mais o especial por sua mensagem de que o poder de Marceline vem de seu amor por Bonnie. Knight também aplaudiu a música "Monster", que ela argumentou ser tão icônico quanto "I'm Just Your Problem" (de "What Was Missing" da terceira temporada) e "Everything Stays" (de Stakes/Estacas). Knight concluiu sua análise observando que, embora o especial possa ser visto como um mero "fan service", é "fan service do mais alto nível", "um maravilhoso episódio animado" e "uma adição adequada ao legado de Hora de Aventura. " Petrana Radulovic da Polygon argumentou que 2020, quando se tratava de animação para todas as idades, foi uma "gloriosa celebração gay que era inédita há apenas cinco anos", o desenvolvimento do relacionamento de Marceline e Bonnie no episódio "Obsidiana". Ela disse especificamente que Obsidiana foi um “final perfeito para este grande ano gay na animação”, ao mesmo tempo que observou que ainda há trabalho a fazer no futuro.
Alexander Sowa da CBR descreveu o episódio como "uma história sobre o tempo", incluindo vários flashbacks, e é uma história sobre imortais, com Sowa dizendo que Bonnie e Marceline "permanecerão jovens de coração", mesmo quando seus companheiros humanos morrerem. Sean Cubillas fez uma descrição semelhante. Ele afirmou que o episódio teve "muita emoção e coração", acrescentando que o episódio mostrou que Marceline cresceu a partir de como ela era na série original, como Bonnie e Marcy se conheceram e como elas se separaram no passado. Ao mesmo tempo, a princesa Weekes de The Mary Sue, antes do episódio ir ao ar, disse que achou isso reconfortante porque para a representação queer "é importante reconhecer que amar alguém não resolve problemas emocionais ou falhas de personalidade". No final de 2020, o The New York Times nomeou "Obsidiana" como um dos "melhores episódios de TV" do ano, chamando-o de "a melhor desculpa para a existência [da HBO Max]".

#### "Juntos novamente"
O episódio foi recebido positivamente. Rollin Bishop do ComicBook descreveu isso como um intenso "passeio por mundos fantásticos", com piadas, referências à série original e amor fraternal. Bishop também a chamou de "montanha-russa emocional" e comparou-a ao especial anterior "Obsidiana". Caroline Gao do Den of Geek descreveu o episódio como bem ajustado ao formato longo com um tom sombrio. Gao também comparou o relacionamento entre Finn e Jake no episódio ao relacionamento entre a Princesa Jujuba e Marceline em "Obsidiana", concluindo que, embora não seja tão profundo quanto o final da série "Venha comigo", ele "se encaixa no meio de uma temporada de Hora de Aventura" em vez de um episódio bônus que segue o final da série. Eric Kohn, do IndieWire, argumentou que o episódio é um "fan service cativante e agradável", que não é tão engenhoso quanto o programa, mas há muito o que desfrutar, com o reaparecimento de vários personagens, e disse que tem um momento comovente. que lembra o filme da Pixar, Soul. Petrana Radulovic, da Polygon, observou que embora os especiais "BMO" e "Obsidiana" tenham mostrado emoções e tentado responder a questões mais profundas, este especial começa com uma busca, depois se transforma em "algo comovente" e se torna uma "montanha-russa emocional". Radulovic diz que, além do reaparecimento dos personagens, o especial é visualmente lindo" e serve quase como uma metáfora para a jornada que Finn e Jake empreendem na série em si, chamando o episódio de um "final lindo, poderoso e comovente" que captura a profundidade emocional da própria série Hora de Aventura. Reuben Baron da CBR chamou o especial de "praticamente perfeito", com a maior aventura do episódio como a morte, com Jake e Finn embarcando em uma "aventura heróica épica", dispostos a dar a cada um vidas de outras pessoas para que possam reencarnar. Ele também chamou o especial de um ótimo "final para a história de Finn e Jake".

#### "Cidade dos Magos"
Em comparação com os episódios anteriores, a recepção crítica de "Cidade dos Magos" foi mais mista. Kyle Logan, do Cultured Vultures, sentiu que o especial estava totalmente desconectado da série original e argumentou que, embora "Cidade dos Magos" seja ostensivamente focada no Mordomo Menta, o especial falha em retratar o personagem de uma forma que o tornasse um favorito dos fãs, para começo de conversa. Logan finalmente argumentou que o especial não cumpre seu potencial de história. Alejandra Bodden do Bleeding Cool ficou surpresa com o número de mortes no episódio; ela escreveu que, embora gostasse de Peps, ela achou o enredo do especial "uma história e uma situação meio esquisitas". Embora ela achasse que "Cidade dos Magos" era o mais fraco dos quatro episódios de Terras Distantes, Bodden escreveu que ainda era uma experiência agradável no geral. Escrevendo para Bubble Blabber, David Kaldor escreveu que o episódio foi uma estranha conclusão para os especiais de Terras Distantes. Kaldor sentiu que, em termos de escrita, o especial foi "bastante adequado", mas sentiu que faltou o impacto emocional dos três episódios anteriores.
Reuben Baron, da Comic Book Resources, comparou o episódio ao episódio da sexta temporada "Gold Stars" e ao episódio da nona temporada "Whispers", dados temas semelhantes em todos os três; apesar da duração dos dois últimos episódios ser de cerca de 20 minutos, Baron sentiu que eles eram mais interessantes do que "Cidade dos Magos" de 40 minutos, que ele argumentou ser derivado.

### Premiações
| Ano  | Prêmio                                                | Categoria                                                                       | Nomeado          | Resultado     | Ref.          |
| ---- | ----------------------------------------------------- | ------------------------------------------------------------------------------- | ---------------- | ------------- | ------------- |
| 2021 | Prêmio Kidscreen                                      | Melhor filme único, especial ou para TV                                         | Para "BMO"       | Vencedor      | [ 74 ] [ 75 ] |
| 2021 | Prêmio GLAAD de Mídia                                 | Excelente programação para crianças e famílias                                  | Para "Obsidiana" | Indicado      | [ 57 ] [ 58 ] |
| 2021 | Prêmio Emmy de Programação e Animação Infantil Diurna | Excelente série de animação diurna de classe especial                           | Indicado         | [ 76 ] [ 77 ] |               |
| 2021 | Prêmio Emmy de Programação e Animação Infantil Diurna | Excelente equipe de redação para um programa de animação diurna                 | Indicado         | [ 76 ] [ 77 ] |               |
| 2021 | Prêmio Emmy de Programação e Animação Infantil Diurna | Excelente canção original para um programa pré-escolar, infantil ou de animação | Indicado         | [ 76 ] [ 77 ] |               |
| 2021 | 4º Emmy Gay Anual                                     | Excelente série animada                                                         | Para "Obsidiana" | Indicado      | [ 78 ]        |

## Músicas

### Mixtape do BMO (2020)
O álbum, "BMO's Mixtape (Gilligan Moss Mix)" foi lançado em 18 de setembro de 2020. Não é a trilha sonora do especial "BMO", mas traz músicas remixadas da série original, além de um mix da música "Eternity With You" do especial "Obsidiana". O álbum é mixado pela dupla musical americana Gilligan Moss.
| BMO's Mixtape (Gilligan Moss Mix) |                                  |         |  |
| N.º                               | Título                           | Duração |  |
| 1.                                | "Robot Cowboy"                   | 2:59    |  |
| 2.                                | "Summer Swamp Boogie"            | 2:11    |  |
| 3.                                | "Good Little Girl"               | 2:05    |  |
| 4.                                | "Dropdown Rainbow/All Gummed Up" | 4:04    |  |
| 5.                                | "Fries"                          | 1:26    |  |
| 6.                                | "Bacon Pancakes"                 | 2:03    |  |
| 7.                                | "Oh BMO"                         | 0:53    |  |
| 8.                                | "Juke Bug"                       | 1:15    |  |
| 9.                                | "Sleepy Puppies"                 | 3:30    |  |
| 10.                               | "Time Adventure"                 | 2:22    |  |
| 11.                               | "Eternity With You"              | 3:50    |  |
| Duração total:                    | Duração total:                   | 26:34   |  |

### Trilha sonora de "Obsidiana" (2020)
A trilha sonora de "Obsidiana" foi lançada em 20 de novembro de 2020. O álbum também traz um cover promocional da música "Monster" cantada pelo cantor e compositor americano King Princess. Esta faixa foi lançada posteriormente como single em 13 de novembro de 2020.
| Hora de Aventura: Terras Distantes - Obsidiana (Trilha sonora original) |                                                                             |         |  |
| N.º                                                                     | Título                                                                      | Duração |  |
| 1.                                                                      | "Welcome to the Glass Kingdom"                                              | 1:59    |  |
| 2.                                                                      | "Glassboy Meets the Dragon Larvo"                                           | 2:08    |  |
| 3.                                                                      | "It's Funny"                                                                | 1:02    |  |
| 4.                                                                      | "Glassboy on the Run"                                                       | 0:56    |  |
| 5.                                                                      | "Marceline and Princess Bubblegum Domestic Bliss"                           | 1:07    |  |
| 6.                                                                      | "I'm Too Old to Die"                                                        | 0:36    |  |
| 7.                                                                      | "Marceline and Princess Bubblegum Visit the Glass Kingdom"                  | 0:55    |  |
| 8.                                                                      | "Marceline Breaks into the Glass Kingdom"                                   | 1:44    |  |
| 9.                                                                      | "Marceline Came to Play Hard"                                               | 0:32    |  |
| 10.                                                                     | "Woke Up"                                                                   | 2:21    |  |
| 11.                                                                     | "Marceline Appears Victorious"                                              | 2:05    |  |
| 12.                                                                     | "Young Marceline"                                                           | 1:09    |  |
| 13.                                                                     | "Red Light"                                                                 | 0:29    |  |
| 14.                                                                     | "Princess Bubblegum Discovery During a Glassassin Attack"                   | 0:48    |  |
| 15.                                                                     | "Flashback Marceline and Princess Bubblegum Argue"                          | 0:53    |  |
| 16.                                                                     | "Marceline Returns to Her Bunker"                                           | 1:11    |  |
| 17.                                                                     | "See Through"                                                               | 0:33    |  |
| 18.                                                                     | "Plan to Defeat Larvo"                                                      | 0:30    |  |
| 19.                                                                     | "Marceline's Reckoning"                                                     | 1:26    |  |
| 20.                                                                     | "It's Me Glassboy!"                                                         | 0:32    |  |
| 21.                                                                     | "Larvo Strikes"                                                             | 2:51    |  |
| 22.                                                                     | "This Thing Really Hates Me"                                                | 2:50    |  |
| 23.                                                                     | "Monster" (Olivia Olson and Half Shy)"                                      | 1:39    |  |
| 24.                                                                     | "I Love You, OK!"                                                           | 2:57    |  |
| 25.                                                                     | "Simon to the Rescue"                                                       | 0:35    |  |
| 26.                                                                     | "Eternity with You" (Michaela Dietz and Zuzu)"                              | 2:22    |  |
| 27.                                                                     | "It's Funny (Demo)" (Aleks Sennwald and Pete Toms)"                         | 1:03    |  |
| 28.                                                                     | "Woke Up (Demo)" (Zuzu and Kurran Karbal)"                                  | 2:22    |  |
| 29.                                                                     | "Monster (Demo)" (Half Shy)"                                                | 2:50    |  |
| 30.                                                                     | "Eternity With You (Demo)" (Zuzu and Kurran Karbal)"                        | 2:41    |  |
| 31.                                                                     | "Monster" (King Princess)"                                                  | 2:51    |  |
| 32.                                                                     | "Eternity With You (Gilligan Moss Mix)" (Michaela Dietz and Gilligan Moss)" | 3:49    |  |
| Duração total:                                                          | Duração total:                                                              | 51:46   |  |

## Mídia física
A série foi lançada em mídia física nos formatos DVD e Blu-ray em 8 de março de 2022.
| Hora de Aventura: Terras Distantes                                                                                           |           |                    |           |
| Detalhes |           |                    |           |
| - 4 episódios de Terras Distantes - Vídeo de alta definição 1080p - Inglês 5.1 som Dolby Digital - Legendas: inglês, francês |           |                    |           |
| Datas de lançamento |           |                    |           |
| Região 1 | Região 4  | Região A           | Região B  |
| 8 de março de 2022 | A definir | 8 de março de 2022 | A definir |